# Schizosaccharomyces pombe
Schizosaccharomyces pombe è una specie di lievito. Si tratta di un organismo che, a differenza del più noto Saccharomyces cerevisiae, si replica per scissione. È utilizzato come organismo modello in biologia molecolare e cellulare. Si tratta di un organismo unicellulare eucariote, dalla forma allungata, e misura tipicamente tra i 2 e i 3 μm di diametro e tra i 7 e 14 di lunghezza.
Queste cellule si riproducono per scissione binaria: da una cellula se ne formano due di dimensioni identiche tra loro. Tale aspetto è di notevole importanza negli studi sul ciclo cellulare. Tali studi sono infatti fondamentali per comprendere come le cellule crescono e si differenziano: comprendendo tali meccanismi è possibile indagare con più efficacia i processi molecolari che sconvolgono il ciclo cellulare e producono proliferazioni incontrollate come nel cancro.

## Origini ed usi diS. pombein ricerca
Questo lievito fu identificato per la prima volta da Lindner nel 1893, dalle birre di miglio dell'Africa orientale. Il nome della specie deriva infatti dal termine che, nella lingua swahili, si usa per indicare la birra (Pombe). Il primo modello sperimentale fu sviluppato negli anni cinquanta da Murdoch Mitchison, proprio per lo studio del ciclo cellulare.
Proprio l'ampio studio sulla regolazione del ciclo cellulare, attraverso i lieviti a scissione binaria come S.pombe, ha consentito a Paul Nurse, insieme a Lee Hartwell e a Tim Hunt, di vincere il Premio Nobel per la Medicina e la Fisiologia nel 2001.
La sequenza genomica di Schizosaccharomyces pombe è stata pubblicata nel 2002 da un consorzio facente capo al Sanger Institute. È stato il sesto genoma di organismo eucariote ad essere sequenziato. Il sequenziamento ha permesso di individuare numerosi geni omologhi a quelli di geni umani responsabili di malattie, aprendo nuove strade alla ricerca su malattie come il diabete e la fibrosi cistica.
S.pombe è oggi ampiamente studiato anche per far luce sui meccanismi di risposta del ciclo cellulare ai danni al DNA e ad errori di replicazione del DNA.
Dal punto di vista enologico S. pombe è un microorganismo importante: è dotato di intensa attività fermentativa, ha capacità di dare intensa fermentazione malo-alcolica, è stato proposto il suo impiego per la disacidificazione biologica dei vini.

### Confronto conSaccharomyces cerevisiae(lievito gemmante)
- S. cerevisiae ha circa 5.600 open reading frames, S. pombe ne ha circa 4.800;
- S. cerevisiae ha 16 cromosomi, S. pombe ne ha 3;
- S. cerevisiae è solitamente diploide, mentre S. pombe è di solito aploide;
- S. cerevisiae si trova principalmente nella fase G1 del ciclo cellulare (di conseguenza la transizione dalla fase G1 a quella S è strettamente controllata), mentre S. pombe si trova di solito in fase G2 (il passaggio più controllato è dunque tra la fase G2 e la M).